# La donna della domenica (miniserie televisiva)
La donna della domenica è una miniserie televisiva italiana in due puntate del 2011, prodotta da Rai Fiction e trasmessa su Rai 1 l'11 e il 12 aprile 2011.
La regia è stata curata da Giulio Base, la figura del commissario Santamaria è stata interpretata da Giampaolo Morelli e quella della signora Dosio da Andrea Osvárt.
La miniserie è tratta dall'omonimo romanzo di Fruttero e Lucentini ed ispirata all'omonimo film degli anni settanta con Marcello Mastroianni e Jacqueline Bisset.

## Trama
La "Torino bene" degli anni settanta viene sconvolta dal delitto dell'architetto Garrone, ucciso da un colpo alla testa inferto con un fallo di pietra. L'unico testimone, il geometra Bauchiero, ha visto allontanarsi dal luogo del delitto una donna vestita da prostituta di cui fornisce alla polizia una dettagliata descrizione. La polizia, nelle vesti dell'affascinante commissario Santamaria e del più anonimo e sempliciotto vice, De Palma, inizia le indagini sul delitto Garrone, subito complicate da una lettera consegnata da due domestici appena licenziati. La lettera risulta scritta dalla bellissima Anna Carla Dosio, moglie di un ricco industriale, al suo presunto amante, Massimo Campi - altro esponente del bel mondo torinese - e contiene minacce di morte verso Garrone. Il coinvolgimento della "Torino bene" porta grande scompiglio nelle indagini, tanto che il vicequestore in persona raccomanda ai poliziotti la massima discrezione.
Il commissario, per vedere chiaro nella vicenda, si reca a conoscere la signora Dosio, dalla quale ha la fortuna di incontrare anche Campi. I due raccontano la loro versione per spiegare le minacce di morte presenti nella lettera; secondo i due, il Garrone cui la lettera si riferisce non sarebbe l'architetto in carne e ossa ma sarebbe un personaggio di un loro teatrino privato in cui decidono chi vive e chi muore. Nonostante l'improbabile spiegazione, il commissario decide in un primo momento di credere innocenti i due. Forse, chissà, la bellezza di Anna Carla Dosio ha una parte nella sua decisione. Per prudenza, ordina di pedinare i due e il poliziotto che segue Campi viene a scoprire che il giovane è omosessuale.
Frattanto, vengono scoperte altre due piste interessanti grazie alla ricostruzione degli ultimi movimenti dell'architetto: il gallerista Vollero, il quale vede sfumare un affare da 5 milioni di lire a causa dell'intervento di Garrone, e l'americanista professor Bonetto, più volte insultato dall'uomo, vengono interrogati e aggiunti alla lista dei sospettati. Anna Carla Dosio, dal parrucchiere, viene a conoscenza di una seconda testimone che ha visto l'assassino e corre a riferirlo al bel commissario. Fornisce anche l'indirizzo di un suo zio prete, monsignor Passalacqua, esperto in antiquariato; dal sacerdote il commissario e De Palma riusciranno a risalire ai fabbricanti dell'arma del delitto, i fratelli Zavattaro. 
Le indagini subiscono una brusca svolta quando, nel corso di una retata nel "vallone delle puttane" (un pezzo di prato appartenente alle sorelle Tabusso nel quale, appunto, esercitano le prostitute) la giovane mondana con cui se la fa Bonetto viene aggredita. Tutti i protagonisti della vicenda, da Anna Carla Dosio al geometra Bauchiero, vengono convocati e interrogati. A complicare il lavoro di Santamaria, si aggiunge la testardaggine di Lello Riviera, l'amante di Massimo Campi, deciso a scagionarlo. Purtroppo, la sua perseveranza lo porta troppo vicino alla verità ed è lui la prossima vittima dell'assassino, che lo colpisce con un pestello per metterlo a tacere. 
Mentre le indagini sembrano arenarsi, Anna Carla Dosio decide di divorziare dal marito, sempre più attratta da Santamaria, che ricambia il sentimento della donna: tuttavia l'omicidio di Lello Riviera riporta Santamaria in preda ai dubbi. 
La vicenda volge al termine quando, grazie a un video sugli antichi lavatoi e a un proverbio dialettale che recita La cativa lavandera an truva mai la buna pera ("La cattiva lavandaia non trova mai la buona pietra"), Santamaria arriva finalmente al bandolo della matassa. Garrone, avendo scoperto che l'antico lavatoio nella proprietà che le sorelle Tabusso intendevano vendere può essere soggetto a vincolo edilizio, aveva pertanto deciso di ricattare Ines Tabusso. Questa, per non pagarlo, l'aveva poi ucciso mascherandosi da prostituta per fuggire: la donna poi non aveva esitato a fracassare il cranio anche a Lello, che aveva capito tutto.
Mentre De Palma trae in arresto Regis per la sua complicità nel ricatto e per il suo silenzio, Anna Carla Dosio si reca dalla signora Tabusso per verificare la sua teoria e, non fosse per il tempestivo arrivo di Santamaria, diventerebbe la vittima numero tre. Invece Ines Tabusso viene subito portata via e il commissario e la sua bella possono finalmente concedersi un lungo, liberatorio bacio proprio di fronte al lavatoio che è stata la causa del loro incontro.

## Ascolti
La prima puntata della miniserie, in onda l'11 aprile 2011 su Rai 1 è stata seguita da 5.134.000 telespettatori, per uno share del 18,37%.
La seconda puntata, trasmessa il 12 aprile 2011 sullo stesso canale, è stata seguita da 3.653.000 spettatori telespettatori, per uno share del 13,34%.